# Euratsfeld
Euratsfeld osztrák mezőváros Alsó-Ausztria Amstetteni járásában. 2023 januárjában 2751 lakosa volt. 

## Elhelyezkedése

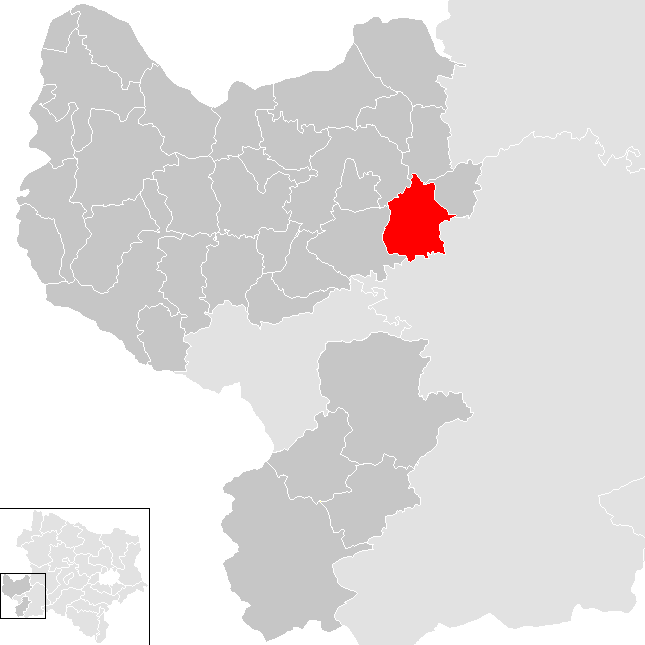
Euratsfeld az Amstetteni járásban

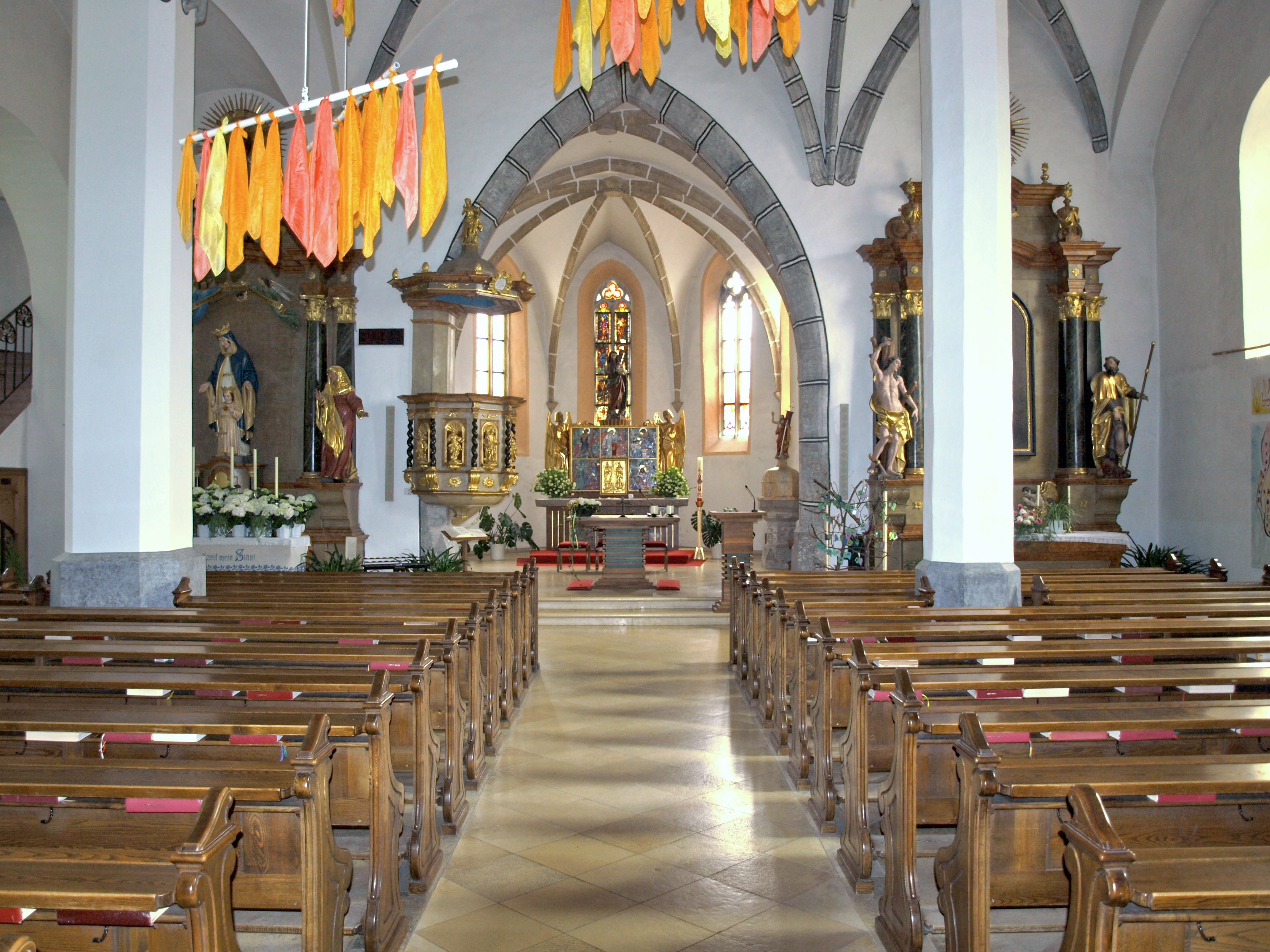
A templom belső tere

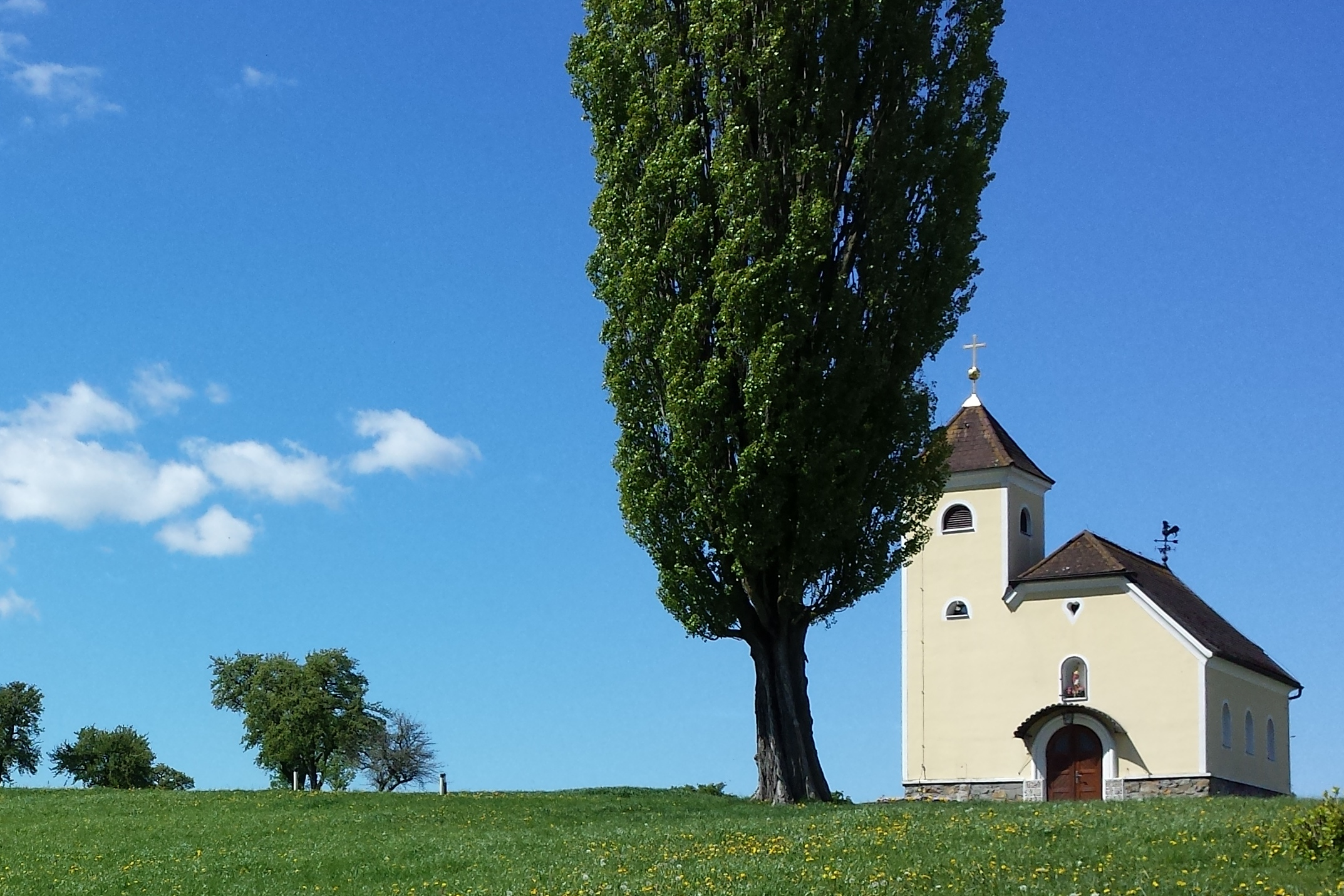
A niederaigeni kápolna

Euratsfeld a tartomány Mostviertel régiójában fekszik a Gafringbach folyó mentén. Területének 16,6%-a erdő, 75,8% áll mezőgazdasági művelés alatt. Az önkormányzathoz egy település tartozik és 3 katasztrális községre oszlik: Euratsfeld (1212 ha), Gafring (942 ha) és Großaigen (905 ha).
A környező önkormányzatok: délnyugatra Neuhofen an der Ybbs, északnyugatra Amstetten, északra Sankt Georgen am Ybbsfelde, északkeletre Ferschnitz, délkeletre Wang.

## Története
Euratsfeldet 1158-ban említik először. Neve az ófelnémet Irat személynévből származik. Területét a freisingi apátság kapta meg a 10. század végén, feltehetően ők telepítették is be. Már ekkor létesíthettek egy Keresztelő Szt. Jánosnak szentelt kápolnát, amelyet később templommá bővítettek. A falu eleinte a neuhofeni egyházközséghez tartozott, 1332-ben vált önállóvá. Bécs 1683-as ostromakor a törökök felégették a falut, 43 lakost megöltek, másokat (köztük a plébánost) elhurcolták rabszolgának. Ásatások során olyan föld alatti járatokra bukkantak, ahol a lakosok elrejtőzhettek. Templomát a 18. században barokk stílusban átépítették. 
1908-ban, Ferenc József trónra lépésének 60. jubileumán Ezratsfeldet mezővárosi rangra emelték. Címerét 50 évvel később, 1958-ban kapta (rajta Szt. Corbinian látható, a freisingi püspökség alapítója). 

## Lakosság
Az euratsfeldi önkormányzat területén 2023 januárjában 2751 fő élt. A lakosságszám 1939 óta gyarapodó tendenciát mutat. 2020-ban az ittlakók 97,7%-a volt osztrák állampolgár; a külföldiek közül 0,6% a régi (2004 előtti), 0,6% az új EU-tagállamokból érkezett. 0,6% az egykori Jugoszlávia (Szlovénia és Horvátország nélkül) vagy Törökország, 0,5% pedig egyéb ország polgára volt. 2001-ben a lakosok 97,8%-a római katolikusnak, 0,6% evangélikusnak, 0,3% ortodoxnak, 0,1% mohamedánnak, 1% pedig felekezeten kívülinek vallotta magát. Ugyanekkor a legnagyobb nemzetiségi csoportot a németeken kívül (99,4%) a horvátok alkották 5 fővel.
A népesség változása:

| 2005 | 2 436 |
| 2018 | 2 639 |

## Látnivalók
- a Keresztelő Szt. János-plébániatemplom

## Fordítás
- Ez a szócikk részben vagy egészben  az   Euratsfeld című német Wikipédia-szócikk ezen változatának fordításán alapul.  Az eredeti cikk szerkesztőit annak laptörténete sorolja fel. Ez a jelzés csupán a megfogalmazás eredetét és a szerzői jogokat jelzi, nem szolgál a cikkben szereplő információk forrásmegjelöléseként.